# Anita Louise
Anita Louise (Nova Iorque, 9 de janeiro de 1915 - Los Angeles, 25 de abril de 1970) foi uma atriz estadunidense, conhecida por sua atuação em Sonho de uma Noite de Verão, A História de Louis Pasteur, Adversidade, Maria Antonieta e A Princesinha.